# Происшествие с Boeing 747 над Минамидайто
Происшествие с Boeing 747 над Минамидайто — авиационное происшествие в результате теракта, произошедшее в воскресенье 11 декабря 1994 года. Авиалайнер Boeing 747-283BM авиакомпании Philippine Airlines совершал плановый рейс PAL434 по маршруту Манила—Себу—Токио, но через 55 минут после вылета из Себу в салоне самолёта прогремел взрыв, убив одного и ранив 10 пассажиров. Экипаж благополучно посадил самолёт в аэропорту Наха в Окинаве (Япония). Все остальные  находившиеся на борту самолёта 292 человека (20 членов экипажа и 272 пассажира) выжили.
Расследованием было установлено, что теракт на борту рейса 434 совершил известный пакистанский террорист Рамзи Юзеф (англ. Ramzi Yousef).

## Самолёт

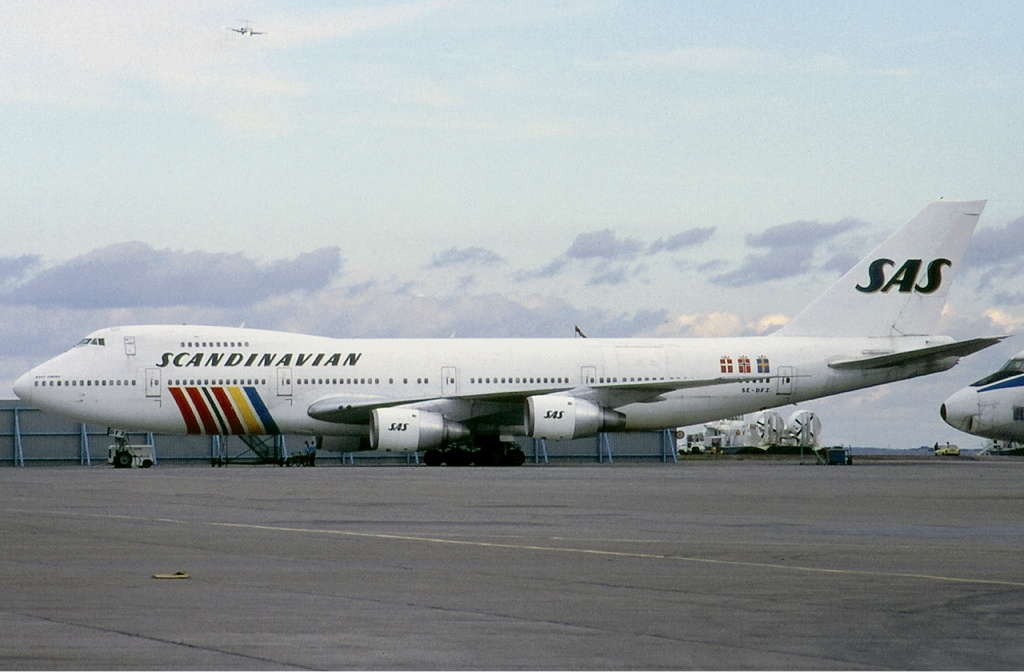
Пострадавший самолёт в 1984 году (в период эксплуатации в SAS)

Boeing 747-283BM (регистрационный номер EI-BWF, заводской 21575, серийный 358) был выпущен в 1979 году (первый полёт совершил 17 февраля). 2 марта того же года был куплен авиакомпанией Scandinavian Airlines System (SAS), в которой получил бортовой номер SE-DFZ и имя Knut Viking. От неё периодически сдавался в лизинг авиакомпаниям:
- Nigeria Airways — с 3 июня 1983 года по 3 июня 1984 года, с 24 июля 1986 года по 28 января 1987 года и с 28 марта 1987 года по 1 января 1988 года,
- Malaysia Airlines — с 1 января по 6 апреля 1988 года,
- GPA — с 6 апреля по 1 июля 1988 года.

1 июля 1988 года был передан авиакомпании Lion Air (борт LX-OCV), но 7 сентября того же года был куплен авиакомпанией Philippine Airlines, в которой получил б/н EI-BWF. От неё с 9 декабря 1991 года по 1 апреля 1992 года сдавался в лизинг авиакомпании Aerolíneas Argentinas. Оснащён четырьмя двухконтурными турбовентиляторными двигателями Pratt & Whitney JT9D-70A.

## Экипаж и пассажиры
Состав экипажа рейса PAL434 был таким:
- Командир воздушного судна (КВС) — 58-летний Эдуардо Рейес (англ. Eduardo Reyes). Очень опытный пилот, проходил службу в ВВС Филиппин. В авиакомпании Philippine Airlines проработал 30 лет (с 1964 года).
- Второй пилот — 46-летний Джейми Геррера (англ. Jamie Herrera). Очень опытный пилот, в авиакомпании Philippine Airlines проработал 24 года (с 1970 года). На момент происшествия имел опыт пилотирования Boeing 747 в качестве КВС, но на данном рейсе исполнял обязанности второго пилота.
- Бортинженер — 34-летний Декстер Комендадор (англ. Dexter Comendador). Также (как и КВС) проходил службу в ВВС Филиппин. В авиакомпании Philippine Airlines проработал 2 года (с 1992 года).

В салоне самолёта работали 17 бортпроводников:
- Исидро Мангахас-младший (англ. Isidro Mangahas, Jr.) — старший бортпроводник,
- Фернандо Байот (англ. Fernando Bayot),
- Агустин Азурин (англ. Agustin Azurin),
- Ронни Макапагал (англ. Ronnie Macapagal),
- Е. Рейес (англ. E. Reyes),
- Р. Сантиаго (англ. R. Santiago),
- М. Альвар (англ. M. Alvar),
- Альфа Николасин (англ. Alpha Nicolasin),
- Синтия Тенгонкианг (англ. Cynthia Tengonciang),
- Андре Палма (англ. Andre Palma),
- Сокорро Мендоза (англ. Socorro Mendoza),
- Е. Ко (англ. E. Co),
- Л. Гарсия (англ. L. Garcia),
- Н. дела Круз (англ. N. dela Cruz),
- Адора Альтарейос (англ. Adora Altarejos),
- Л. Абелла (англ. L. Abella),
- К. Окада (англ. K. Okada).

## Хронология событий

### Установка бомбы
11 декабря 1994 года террорист Рамзи Юзеф сел на борт рейса PAL434 из Манилы в Токио с промежуточной посадкой в Себу, который выполнял Boeing 747-283BM борт EI-BWF. При регистрации на рейс он предъявил фальшивый паспорт на имя гражданина Италии Армандо Форлани (итал. Armando Forlani). Билет Юзефа был только на первую часть рейса (Манила—Себу). В самолёте Юзеф занял место 26K в правом ряду (оно находилось рядом с топливным баком). Кроме него, на борту самолёта в момент вылета из Манилы находились ещё 25 пассажиров и 20 членов экипажа.
Во время полёта Юзеф пошёл в туалет со своим мыльным набором, который он носил с собой. В туалете он собрал бомбу (детонатор был спрятан под каблуком туфли). Таймер на бомбе он поставил так, чтобы она взорвалась через 4 часа (в это время, по его расчётам, самолёт будет пролетать над водой, следуя в Токио). Затем спрятал её обратно в футляр мыльного набора, вышел из туалета, сел на своё место, вынул бомбу из мыльного набора и спрятал её в карман спасательного жилета под сиденьем.
Стюардесса Мария дела Крус (англ. Maria dela Cruz) предложила Юзефу другое место, получше, и он пересел на кресло 19K. В 08:50 рейс PAL434 приземлился в Себу, Юзеф и остальные 25 пассажиров сошли с самолёта. Постепенно на борт лайнера поднялись 256 пассажиров и новая бригада бортпроводников (17 человек), лётный экипаж остался без изменений.

### Взрыв
С 38-минутной задержкой (в 10:48) рейс PAL434 вылетел из Себу и взял курс на Токио. Всего на его борту находились 293 человека — 273 пассажира и 20 членов экипажа.
Место 26K с бомбой под ним занял 24-летний японский бизнесмен Харуки Икегами (англ. Haruki Ikegami, яп. 春樹池上), он возвращался в Токио из деловой поездки в Себу.
Через 4 часа после сборки и установки таймера (в 11:43, когда самолёт пролетал над островом Минамидайто) бомба под креслом 26K сдетонировала, смертельно ранив Икегами и ещё 10 пассажиров, сидевших в соседних креслах спереди и сзади. Взрыв разорвал пол салона в диаметре 0,2м², разворотил кресло и оборвал несколько кабелей управления в потолке салона (управление элеронами и кабели, подключенные к рулевому управлению самолётом со сторон КВС и второго пилота).
Траектории взрывных волн развернулись вертикально и продольно и, по сути, Икегами принял весь удар взрыва на себя и спас самолёт от разгерметизации и разрушения. Нижняя часть его тела провалилась в дыру в полу салона, образовавшуюся от взрыва. Два раненых пассажира хотели пересесть подальше, но бортпроводник Фернандо Байот заставил их сесть на свои места. После этого бортпроводники начали переносить в безопасное место серьёзно раненых пассажиров. Затем два бортпроводника вытащили из дыры в полу салона Харуки Икегами — у него были серьёзные повреждения внутренних органов; через 2 минуты после взрыва Икегами умер, но, чтобы не напугать пассажиров, бортпроводники накрыли его одеялом и надели ему на лицо кислородную маску.
Место 26K, под которое была заложена бомба, из-за переделанной конфигурации салона (когда самолёт ещё принадлежал авиакомпании SAS) было передвинуто на два ряда вперёд от центра топливного бака, и это обстоятельство также спасло самолёт от катастрофы.

### Посадка
Сразу после взрыва лайнер резко накренился вправо, но автопилот быстро его выпрямил. Командир попросил бортинженера осмотреть повреждения салона, а сам связался с диспетчером аэропорта Нарита и сообщил, что самолёт садится на Окинаве. Японский диспетчер не понял запрос, но с рейсом 434 связался американский диспетчер с базы ВВС США в Окинаве и предложил сесть у них. Но в этот момент автопилот вышел из строя и лайнер пролетел мимо Окинавы.
Второй пилот принял управление самолётом, КВС отключил неисправный автопилот. Самолёт не потерял управление после отключения автопилота, но не работали элероны (кабели были повреждены взрывом). Пилоты боролись за использование элеронов, которые не позволили самолёту крениться, но они по-прежнему были не в состоянии изменить направление лайнера. Наконец пилоты отключили автоматическое регулирование и прибегли к рулевому управлению дроссельной заслонкой. Это им удалось, и самолёт полетел к Окинавскому аэропорту Наха в одноимённом городе.
С помощью дросселей (снижая самолёт), снижения скорости (контролируя радиус поворотов и позволяя лайнеру снижаться) и сброса авиатоплива (уменьшая нагрузку на шасси) в 12:45 повреждённый рейс PAL434 благополучно приземлился в аэропорту Наха. Все 20 членов экипажа и 272 пассажира на борту самолёта выжили, 1 пассажир погиб (в момент взрыва).

## Взрывное устройство

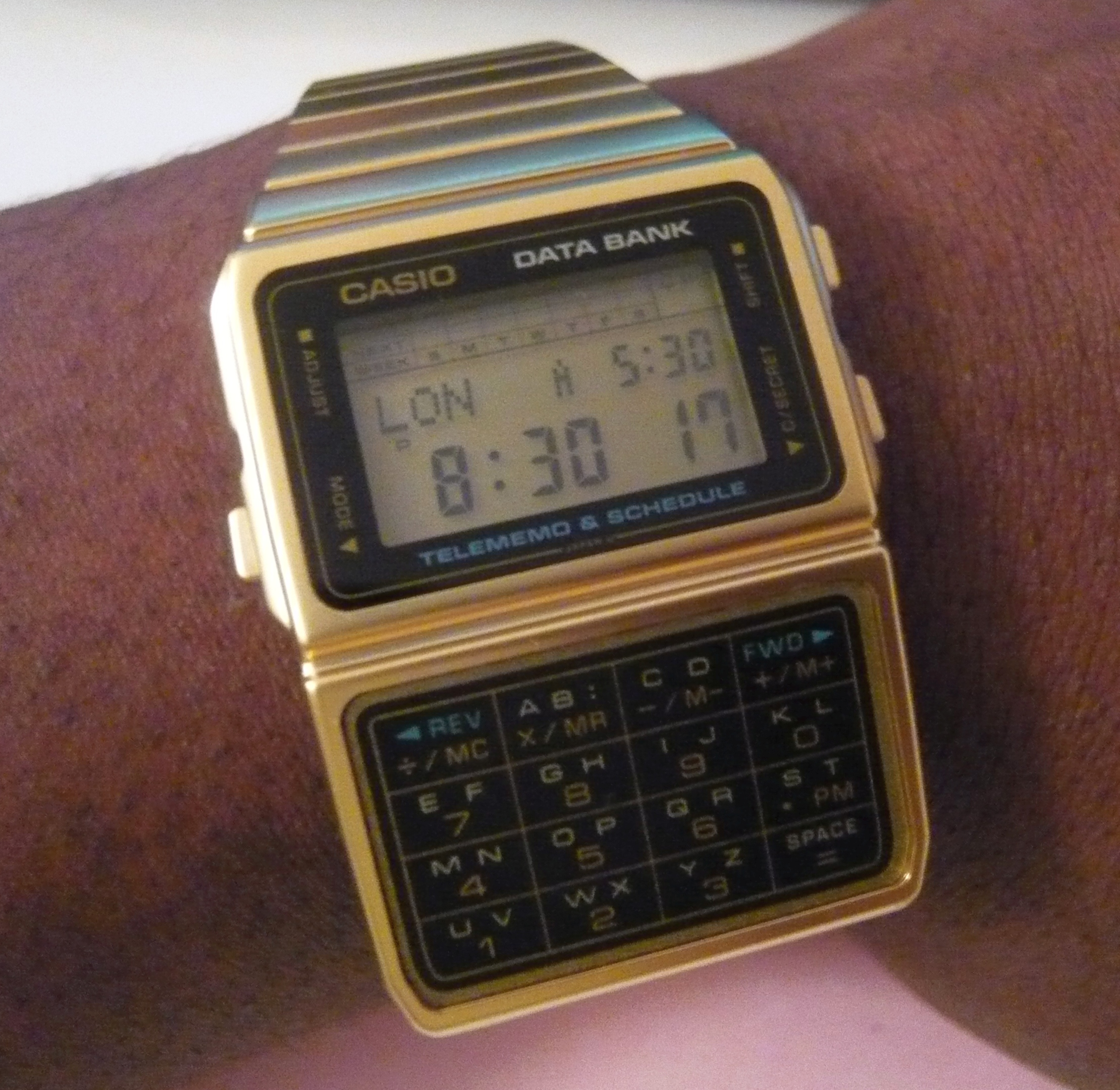
Часы «Casio Databank»

Взрывное устройство, сконструированное, собранное и подложенное Юзефом, состояло из детонатора, таймера и жидкостной бомбы. Жидкостная бомба состояла из смеси нитроглицерина, селитры, серной кислоты, малейшей концентрации нитробензола, азида серебра и ацетона. Смесь находилась в бутылочке из-под жидкости для контактных линз, которая беспрепятственно прошла через контроль безопасности аэропорта.
Таймер на бомбе был из наручных часов «Casio Databank», которые Юзеф носил на руке. Детонатор был спрятан под каблуком левой туфли (тогда в аэропортах ещё не просвечивали обувь).

## Последствия

### Арест Рамзи Юзефа
7 февраля 1995 года Рамзи Юзеф был арестован у себя дома в Пакистане во время подготовки целой серии терактов на авиалайнерах.
Следствием было установлено, что теракт на борту рейса PAL434 был частью террористического плана «Божинка», который был таким:
- теракт в торговом центре в Себу (погибших и раненых нет);
- теракт в кинотеатре в Маниле (никто не погиб, несколько раненых);
- теракт на борту рейса Philippine Airlines-434 (1 погибший, 10 раненых);
- покушение на Папу Римского Иоанна Павла II (оно должно было стать «отвлекающим манёвром»);
- серия терактов на 11 американских авиалайнерах авиакомпаний Delta Air Lines, Northwest Airlines и United Airlines (во время подготовки к ней Юзефа арестовали).

### Дальнейшая судьба самолёта

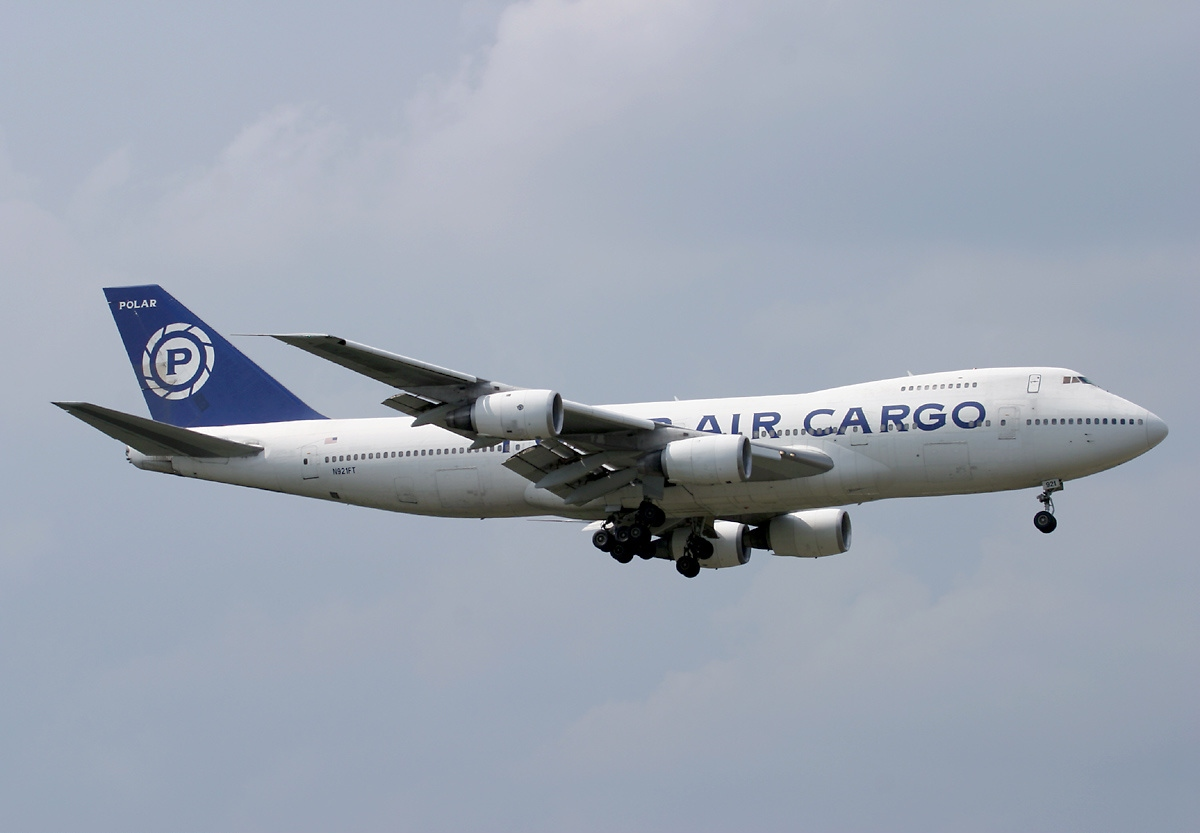
Пострадавший самолёт в 2003 году (в период эксплуатации в Polar Air Cargo)

Boeing 747-283BM борт EI-BWF был отремонтирован и продолжил эксплуатироваться авиакомпанией Philippine Airlines. 17 августа 1996 года с б/н N9727N был куплен грузовой авиакомпанией GE Capital Corporation (GECC) и переделан из пассажирского в грузовой (Boeing 747-283BSF). После эксплуатировался грузовыми авиакомпаниями Polar Air Cargo (с 3 марта 1997 года по 6 апреля 2006 года, борт N921FT) и Sky Express (с 6 апреля 2006 года по 30 июня 2008 года, борт SX-FIN).
30 июня 2008 года был поставлен на хранение в аэропорту Шатору-Центр «Марсель Дассо». Примерно в январе 2018 года был порезан на металлолом.

## Культурные аспекты
Теракт на борту рейса 434 Philippine Airlines был показан в 3 сезоне канадского документального телесериала Расследования авиакатастроф в эпизоде Бомба на борту.

### Комментарии
1. ↑  Здесь и далее указано Филиппинское стандартное время — PHT